# Аббадия-Черрето
Аббадия-Черрето (итал. Abbadia Cerreto) — коммуна в Италии, располагается в регионе Ломбардия, в провинции Лоди.
Население составляет 290 человек (2008 г.), плотность населения составляет 42 чел./км². Занимает площадь 6 км². Почтовый индекс — 26834. Телефонный код — 0371.
В коммуне в первое воскресение сентября особо празднуется Успение Пресвятой Богородицы.

## Демография
Динамика населения:

## Администрация коммуны
- Официальный сайт: